# Исмаилов, Уктам Кучкорович
Укта́м Кучка́рович Исмаи́лов (Исмои́лов; 23 октября 1944 — 4 июля 2009) — узбекский государственный деятель, хоким Сырдарьинской области (1996—2000), заместитель премьер-министра Узбекистана.

## Биография
Родился 23 октября 1944 года.
Выдающийся государственный деятель, внёсший большой вклад в развитие и становление независимой Республики Узбекистан
В августе 1994 года — председатель Государственной ассоциации «Узбеклегпром», в июле 1996 — заместитель премьер-министра — председатель Госкомпрогнозстата.
До февраля 2000 года — хоким Сырдарьинской области.
С 11 февраля 2000 по 30 декабря 2002 года — заместитель премьер-министра — председатель Государственного комитета управления государственным имуществом и поддержки предпринимательства. Снятый с должности по иницииативе И. Х. Джурабекова
С 1988 года являлся президентом федерации бокса Узбекистана, с 1999 — президентом фонда поддержки развития бокса в Республике Узбекистан.
Скончался 4 июля 2009 года[уточнить].